# 函館段丘

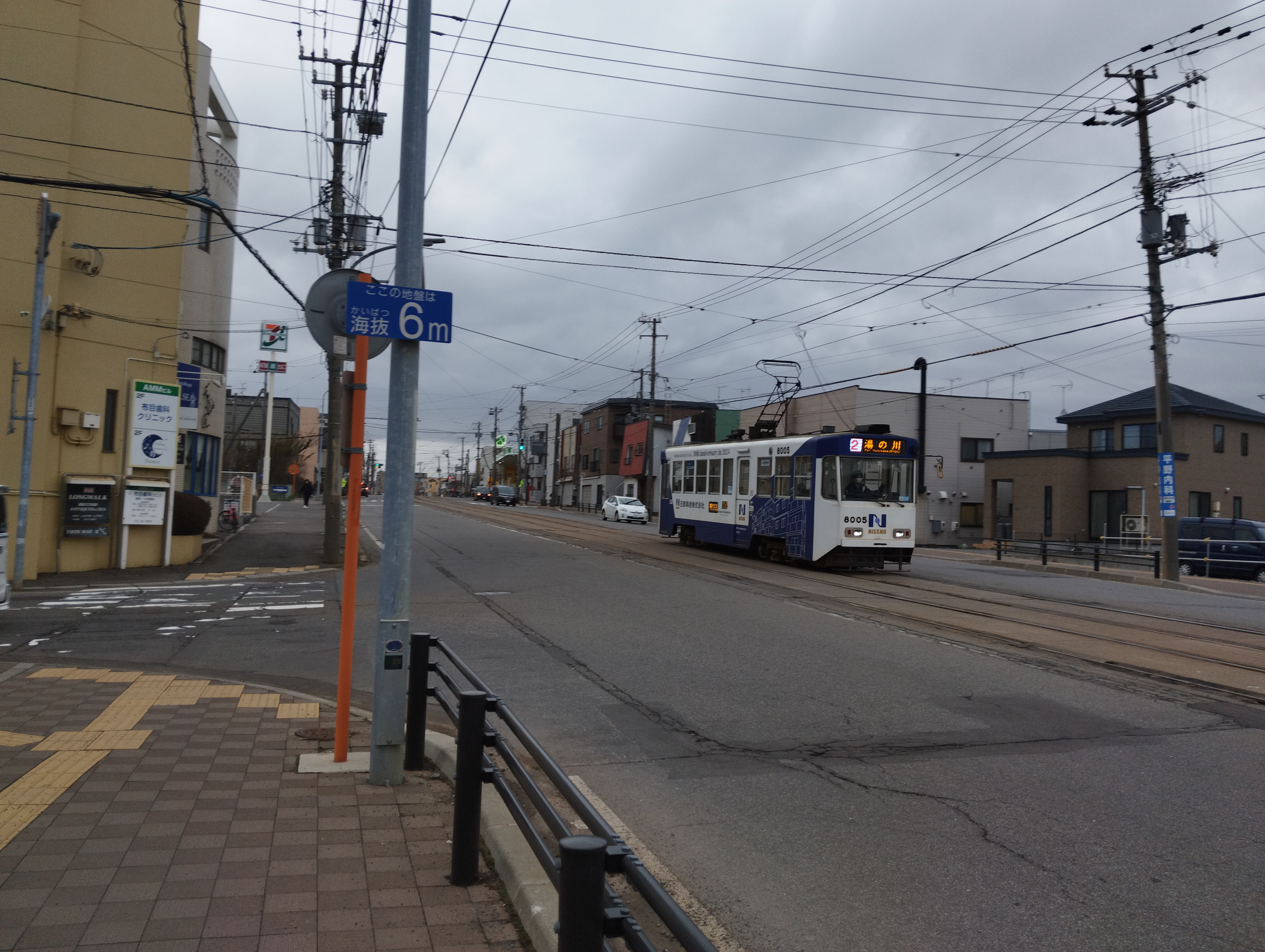
路面電車が函館段丘上の駒場町から湯川町へ降りて行く様子（2025年）

函館段丘（はこだてだんきゅう）とは北海道函館市の市街地中央部にある段丘である。

## 概要
中島町、千代台町、本町、杉並町、松陰町、柏木町、駒場町にまたがる段丘で、日吉町段丘の下位に位置する第4段丘。標高は17-18mある。南側には海食の後がない。形成時期は第四紀の更新世末（1万2000年前）とされる。
段丘崖は
- 駒場町から湯川町に下る坂
- 柏木町から川原町に下る坂
- 梁川町から宮前町に下る坂
- 千代台町から新川町に下る坂
- 人見町から金掘町に下る坂

等で表れている。

## 土地利用
水捌けが良く、南に向けて緩やかに傾斜しているので住宅地として優れた土地となっている。段丘の背を通って函館馬車鉄道（函館水電等を経て現・函館市企業局交通部）が開通すると沿線は高級住宅街として開発された。一方で北向きの斜面の土地は太陽熱の吸収が悪く、居住地としては劣っている。
1969年（昭和44年）に十字街（末広町）より段丘上の五稜郭公園前停留場付近に丸井今井函館店（株式会社函館丸井今井）が移転してきたことにより繁華街「五稜郭地区」が成立した。

## 陸繋砂州

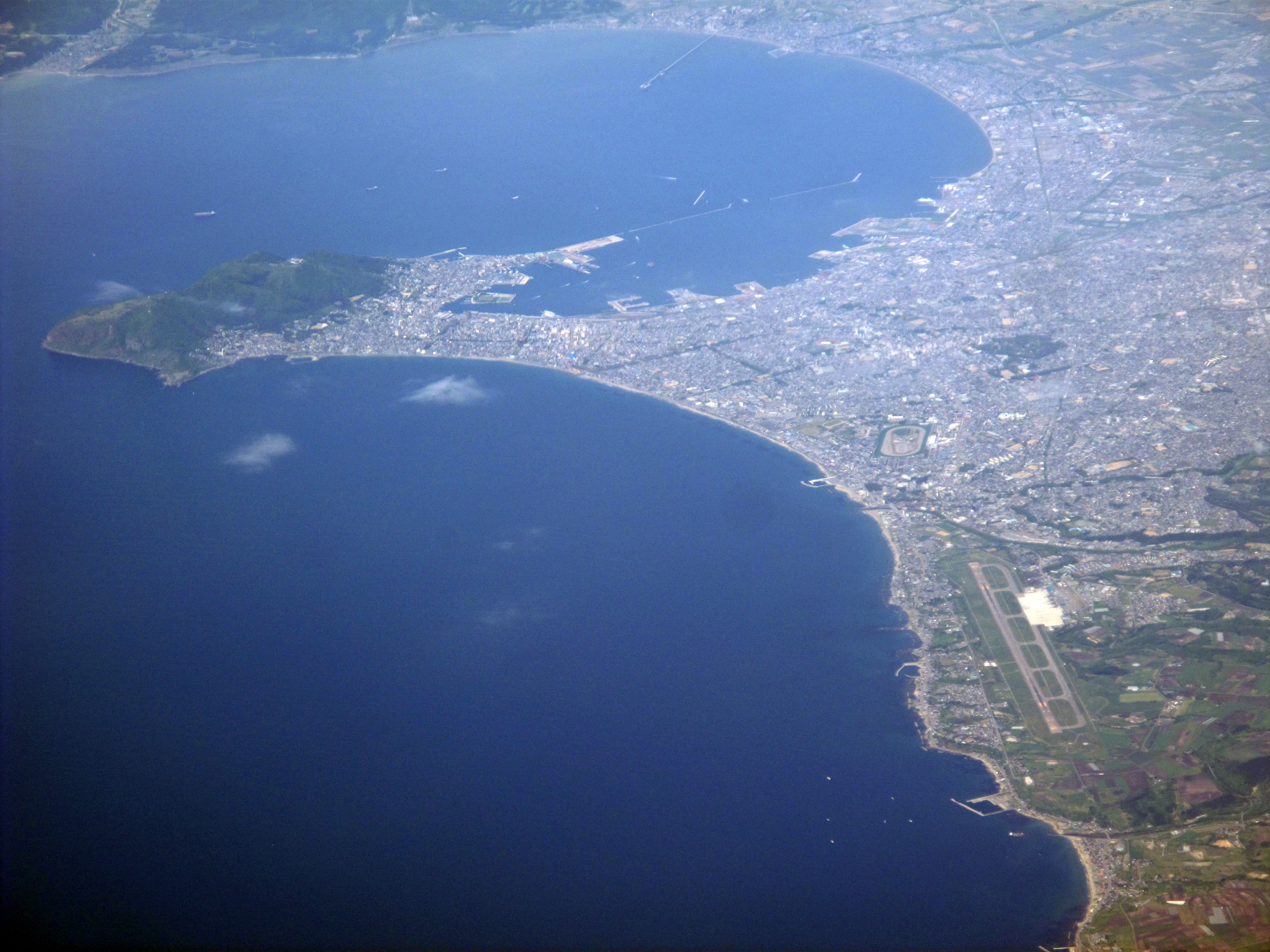
函館山と陸繋砂州（トンボロ）

同段丘の千代台側の縁と函館山（陸繋島）の間、長さ約3,000m、幅約600m（埋立地除く）の規模で一重砂州による陸繋砂州（トンボロ）が形成されている。